# Bejaria subsessilis
Bejaria subsessilis är en ljungväxtart som beskrevs av George Bentham. Bejaria subsessilis ingår i släktet Bejaria och familjen ljungväxter. Inga underarter finns listade i Catalogue of Life.